# Lída Sudová
Lída Sudová (31. července 1881 Praha – 6. března 1971 tamtéž) byla česká herečka.

## Život
Hrála v několika němých i zvukových filmech, počátkem 30. let přijala na podporu rozvoje slovenského divadla nabídku hrát v Bratislavě, kde hrála po boku dalších významných českých herců – O. Beníškovou, K. Beníškem, Janem Pivcem, V. Lerausem a dalšími. Známé je i její účinkování po boku J. Voskovce, J. Wericha a Vlasty Buriana.
V českém filmu hrála jen vedlejší role, její účinkování v němém filmu, kde roku 1913 začínala u společnosti ASUM, je známo pouze z dokumentů, žádný z filmů se nedochoval. Uprostřed 30. let 20. století dostala ještě příležitost zahrát si ve čtyřech filmech zvukových, z nichž asi nejznámější je Falešná kočička, kde si jí můžeme povšimnout v roli kartářky.

## Filmografie
- Idyla ze staré Prahy, 1913 – role neuvedena
- Papá, 1919 – role neuvedena
- Yorickova lebka, 1919 – role neuvedena
- Pozdní láska, 1935 – bardáma
- Vdavky Nanynky Kulichovy, 1935 – Agáta Pazderková, Nanynčina zaměstnavatelka
- Falešná kočička, 1937 – kartářka
- Vdovička spadlá s nebe, 1937 – příbuzná továrníka Severýna